# Tom Graves (homme politique)
Pour les articles homonymes, voir Thomas Graves.
John Thomas Graves, Jr. dit Tom Graves, né le 3 février 1970 à St. Petersburg, est un homme politique américain, élu républicain de Géorgie à la Chambre des représentants des États-Unis de 2010 à 2020.

## Biographie
Tom Graves est originaire de Floride. Il est diplômé de l'université de Géorgie en 1993. Il est élu à la Chambre des représentants de Géorgie à partir de 2003.
Le 8 juin 2010, il est élu à la Chambre des représentants des États-Unis. Dans le 9e district, il remporte l'élection partielle occasionnée par la démission de Nathan Deal, élu gouverneur. Il est reconduit pour un mandat complet en novembre 2010 sans opposant. Dans le nouveau 14e district, il est réélu avec 73 % des voix en 2012 face au démocrate Daniel Grant, puis à nouveau sans adversaire en 2014.